# Donje Leviće
Donje Leviće (em cirílico: Доње Левиће) é uma vila da Sérvia localizada no município de Brus, pertencente ao distrito de Rasina. A sua população era de 52 habitantes segundo o censo de 2011.

## Demografia
| 1948 | 1953 | 1961 | 1971 | 1981 | 1991 | 2002 | 2011 |
| ---- | ---- | ---- | ---- | ---- | ---- | ---- | ---- |
| 177  | 185  | 197  | 233  | 179  | 122  | 87   | 52   |